# ميراك (آراغاتسوتن)
مدينة ميراك (بالإنجليزية: Mirak)‏ هي إحدى المدن التابعة لمقاطعة آراغاتسوتن في أرمينيا. يقدر عدد سكانها بـ 110 نسمة حسب الإحصاء الذي جرى عام 2011.